# Pedro Diniz
Pedro Paulo Diniz (* 22. května 1970, Sao Paulo) je bývalý brazilský pilot Formule 1. Zúčastnil se 99 závodů, během nichž nasbíral 10 mistrovských bodů, v závodě nejlépe dojel 2x na 5. místě při Grand Prix Lucemburska 1997 a Grand Prix Belgie 1998.

## Kariéra

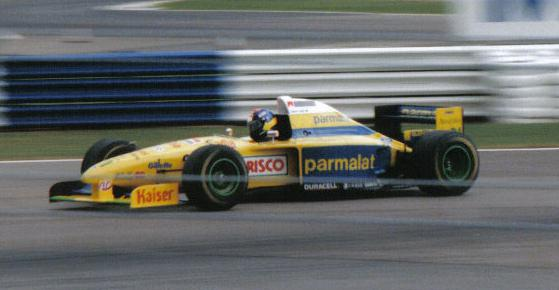
Diniz s vozem Forti při Grand Prix Velké Británie 1995.

Diniz je jeden z nejbohatších jezdců, kteří kdy usedli do kokpitu Formule 1. Vděčí za to svému otci, kterým je Abílio dos Santos Diniz, vlastnící brazilskou distribuční společnost, Companhia Brasileira de Distribuição a také supermarkety Pão de Açúcar. Začal závodit na motokárách, prošel Brazilskou Formulí Ford, Jihoamerickou Formulí 3, Britskou Formulí 3 a poté strávil 2 roky ve Formuli 3000, kde ale dokázal bodovat pouze jedenkrát, když získal 4. místo na okruhu Estoril.

### 1995: Forti
Po několika letech v juniorských formulích se Pedro připojil na sezónu 1995 k týmu Forti, který těřil hlavně z bohatství Dinizovy rodiny a kontaktů se sponzory. To vedlo k dlouholetému marketingovému kontraktu se společností Parmalat, která poté provázela Dinize po celou kariéru. Dinizův první rok byl neúspěšný, vozy Forti se totiž ukázaly jako mnohem pomalejší, než ostatní týmy.

### 1996: Ligier
Pro rok 1996 se Diniz přesunul k týmu Ligier, který měl už za sebou bohatší historii než Forti. Právě tým Forti tím přišel o velkou část peněz, což vedlo k tomu, že svou druhou sezónu ve Formuli 1 již nedokončil a rozpadl se. Při Grand Prix Argentiny se Dinizův vůz ocitl v plamenech poté, co vyjel z boxů s otevřenou palivovou záklopkou. Britské noviny The Sun otiskly známou fotku společně s titulkem „Diniz v troubě“. V této sezóně ale zaznamenal i své první body ve Formuli 1, konkrétne v Grand Prix Španělska a Grand Prix Itálie.

### 1997-1998: Arrows

#### 1997
I před další sezónou opět měnil tým a na rok 1997 se upsal stáji Arrows, kde byl týmovým kolegou uřadujícího mistra světa, Damona Hilla, který se nedohodl s týmem Williams na další smlouvě. Diniz dokonce Hilla předčil v kvalifikaci na Grand Prix Belgie na známém okruhu Spa a poté znovu na okruhu Suzuka při Grand Prix Japonska. Zaznamenal také nejlepší umístění v kariéře, když dojel pátý při Grand Prix Lucemburska, konané na německém okruhu Nürburgring. Stejně jako v předchozí sezóně měl tak na konci sezóny na svém kontě 2 body.

#### 1998
U týmu Arrows zůstal i v dalším roce, tentokrát se jeho týmovým kolegou stal Mika Salo. Diniz bodoval celkem třikrát, vždy si za 6. místo připsal bod a na konci sezóny měl stejně jako jeho týmový kolega Salo celkem 3 body.

### 1999-2000: Sauber

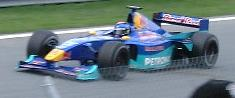
Diniz ve voze Sauber při Grand Prix Kanady 2000.

#### 1999
Další dvě sezóny pak strávil u týmu Sauber, výsledky ale opět přesvědčivé nebyly, přestože v sezóně 1999 vybojoval více bodů než jeho zkušený týmový kolega Jean Alesi. Těžkou havárii měl Pedro při Grand Prix Evropy 1999, ze které ale naštěstí vyvázl nezraněn, přestože jeho auto vykonalo ve vzduchu po kolizi otočku. Opět si za sezónu 1999 připsal celkově 3 body.

#### 2000
V sezóně 2000 už ale nedokázal bodovat ani jednou, stalo se mu to poprvé od sezóny 1995, a tím jeho reputace značně povadla. Při Grand Prix Německa narazil z boku do Jeana Alesiho (nyní v týmu Prost), což vyústilo ve velkou havárii. Dostal také penalizaci stop-go za incident v Rakousku, při kterém poškodil několik vozů. Po konci sezóny se rozhodl ukončit kariéru. Místo toho odkoupil část týmu Prost, který ale následující sezónu zkrachoval. Tím velmi utrpěl jeho vztah se šéfem týmu Alainem Prostem.

## Kariéra po Formuli 1
Diniz se poté vrátil do Brazílie a účastnil se šampionátu Brazilské Formule Renault v letech 2002 až 2006. V současné době se věnuje práci v několika firmách v Brazílii.

## Helma
Dinizova helma měla jako podklad tmavě modrou barvu se 3 šípy, jejichž barva přecházela ze žluté v červenou: 2 šípy byly po stranách a zbylý na vrcholu helmy. Design byl založen na přilbě, kterou nosil jeho krajan Carlos Pace.

## Statistiky ve Formuli 1
| Aktivní roky                     | 1995–2000                |
| Starty                           | 122                      |
| Vítězství                        | 0                        |
| 2. místa                         | 0                        |
| 3. místa                         | 0                        |
| 4. místa                         | 0                        |
| 5. místa                         | 2                        |
| 6. místa                         | 6                        |
| Průměrné umístění                | 9.50                     |
| Odstoupení                       | 58                       |
| DSQ                              | 0                        |
| DNS                              | 1                        |
| DNQ                              | 0                        |
| Pole position                    | 0                        |
| Průměrné u. v kvalifikaci        | 17.24                    |
| Nejrychlejší kola                | 0                        |
| Průměrné u. za nejrychlejší kolo | 14.83                    |
| Závodů v čele                    | 0                        |
| Kol v čele                       | 0                        |
| Km v čele                        | 0 km                     |
| Debut                            | Grand Prix Brazílie 1995 |
| První vítězství                  | -                        |
| Poslední závod                   | Grand Prix Malajsie 2000 |
| Body                             | 10                       |

## Kompletní výsledky ve Formuli 1
| Legenda k tabulce | Legenda k tabulce                                                                       |
| Barva             | Výsledek                                                                                |
| ----------------- | --------------------------------------------------------------------------------------- |
| Zlatá             | Vítěz                                                                                   |
| Stříbrná          | 2. místo                                                                                |
| Bronzová          | 3. místo                                                                                |
| Zelená            | Bodované umístění                                                                       |
| Modrá             | Nebodované umístění                                                                     |
| Modrá             | Dokončil neklasifikován (NC)                                                            |
| Fialová           | Odstoupil (Ret)                                                                         |
| Červená           | Nekvalifikoval se (DNQ)                                                                 |
| Červená           | Nepředkvalifikoval se (DNPQ)                                                            |
| Černá             | Diskvalifikován (DSQ)                                                                   |
| Bílá              | Nestartoval (DNS)                                                                       |
| Bílá              | Závod zrušen (C)                                                                        |
| Světle modrá      | Pouze trénoval (PO)                                                                     |
| Světle modrá      | Páteční testovací jezdec (TD)                                                           |
| Bez barvy         | Netrénoval (DNP)                                                                        |
| Bez barvy         | Vyřazen (EX)                                                                            |
| Bez barvy         | Nepřijel (DNA)                                                                          |
| Bez barvy         | Odvolal účast (WD)                                                                      |
| Bez barvy         | Nezúčastnil se (prázdné)                                                                |
| Označení          | Význam                                                                                  |
| Tučnost           | Pole position                                                                           |
| Kurzíva           | Nejrychlejší kolo                                                                       |
| †                 | Jezdec nedojel do cíle, ale byl klasifikován, protože odjel více než 90 % délky závodu. |
| ‡                 | Byl udělován poloviční počet bodů, protože bylo odjeto méně než 75 % délky závodu.      |
| Horní index       | Umístění bodujících jezdců ve sprintu                                                   |

| Rok  | Tým    | Šasi        | Motor           | 1       | 2       | 3       | 4       | 5       | 6       | 7       | 8       | 9       | 10      | 11      | 12      | 13      | 14      | 15      | 16      | 17      | Umístění  | Body |
| ---- | ------ | ----------- | --------------- | ------- | ------- | ------- | ------- | ------- | ------- | ------- | ------- | ------- | ------- | ------- | ------- | ------- | ------- | ------- | ------- | ------- | --------- | ---- |
| 1995 | Forti  | Forti FG01  | Cosworth V8     | BRA 10  | ARG NC  | SMR NC  | ESP Ret | MON 10  | CAN Ret | FRA Ret | GBR Ret | GER Ret | HUN Ret | BEL 13  | ITA 9   | POR 16  | EUR 13  | PAC 17  | JPN Ret | AUS 7   | NC        | 0    |
| 1996 | Ligier | Ligier JS43 | Mugen Honda V10 | AUS 10  | BRA 8   | ARG Ret | EUR 10  | SMR 7   | MON Ret | ESP 6   | CAN Ret | FRA Ret | GBR Ret | GER Ret | HUN Ret | BEL Ret | ITA 6   | POR Ret | JPN Ret |         | 15. místo | 2    |
| 1997 | Arrows | Arrows A18  | Yamaha V10      | AUS 10  | BRA Ret | ARG Ret | SMR Ret | MON Ret | ESP Ret | CAN 8   | FRA Ret | GBR Ret | GER Ret | HUN Ret | BEL 7   | ITA Ret | AUT 13  | LUX 5   | JPN 12  | EUR Ret | 16. místo | 2    |
| 1998 | Arrows | Arrows A19  | Arrows V10      | AUS Ret | BRA Ret | ARG Ret | SMR Ret | ESP Ret | MON 6   | CAN 9   | FRA 14  | GBR Ret | AUT Ret | GER Ret | HUN 11  | BEL 5   | ITA Ret | LUX Ret | JPN Ret |         | 14. místo | 3    |
| 1999 | Sauber | Sauber C18  | Petronas V10    | AUS Ret | BRA Ret | SMR Ret | MON Ret | ESP Ret | CAN 6   | FRA Ret | GBR 6   | AUT 6   | GER Ret | HUN Ret | BEL Ret | ITA Ret | EUR Ret | MAL Ret | JPN 11  |         | 14. místo | 3    |
| 2000 | Sauber | Sauber C19  | Petronas V10    | AUS Ret | BRA DNS | SMR 8   | GBR 11  | ESP Ret | EUR 7   | MON Ret | CAN 10  | FRA 11  | AUT 9   | GER Ret | HUN Ret | BEL 11  | ITA 8   | USA 8   | JPN 11  | MAL Ret | 18. místo | 0    |

## Kompletní výsledky ve Formuli 3000
| Legenda k tabulce | Legenda k tabulce                                                                       |
| Barva             | Výsledek                                                                                |
| ----------------- | --------------------------------------------------------------------------------------- |
| Zlatá             | Vítěz                                                                                   |
| Stříbrná          | 2. místo                                                                                |
| Bronzová          | 3. místo                                                                                |
| Zelená            | Bodované umístění                                                                       |
| Modrá             | Nebodované umístění                                                                     |
| Modrá             | Dokončil neklasifikován (NC)                                                            |
| Fialová           | Odstoupil (Ret)                                                                         |
| Červená           | Nekvalifikoval se (DNQ)                                                                 |
| Červená           | Nepředkvalifikoval se (DNPQ)                                                            |
| Černá             | Diskvalifikován (DSQ)                                                                   |
| Bílá              | Nestartoval (DNS)                                                                       |
| Bílá              | Závod zrušen (C)                                                                        |
| Světle modrá      | Pouze trénoval (PO)                                                                     |
| Světle modrá      | Páteční testovací jezdec (TD)                                                           |
| Bez barvy         | Netrénoval (DNP)                                                                        |
| Bez barvy         | Vyřazen (EX)                                                                            |
| Bez barvy         | Nepřijel (DNA)                                                                          |
| Bez barvy         | Odvolal účast (WD)                                                                      |
| Bez barvy         | Nezúčastnil se (prázdné)                                                                |
| Označení          | Význam                                                                                  |
| Tučnost           | Pole position                                                                           |
| Kurzíva           | Nejrychlejší kolo                                                                       |
| †                 | Jezdec nedojel do cíle, ale byl klasifikován, protože odjel více než 90 % délky závodu. |
| ‡                 | Byl udělován poloviční počet bodů, protože bylo odjeto méně než 75 % délky závodu.      |
| Horní index       | Umístění bodujících jezdců ve sprintu                                                   |

| Rok  | Tým         | 1       | 2       | 3       | 4       | 5       | 6      | 7      | 8       | 9      | Umístění  | Body |
| ---- | ----------- | ------- | ------- | ------- | ------- | ------- | ------ | ------ | ------- | ------ | --------- | ---- |
| 1993 | Forti Corse | DON Ret | SIL Ret | PAU DNQ | PER 7   | HOC Ret | NÜR 16 | SPA 14 | MAG 11  | NOG 14 | NC        | 0    |
| 1994 | Forti Corse | SIL Ret | PAU Ret | CAT 10  | PER Ret | HOC Ret | SPA 9  | EST 4  | MAG Ret |        | 13. místo | 3    |